# Xã Clear Creek, Quận Monroe, Indiana
Xã Clear Creek (tiếng Anh: Clear Creek Township) là một xã thuộc quận Monroe, tiểu bang Indiana, Hoa Kỳ. Năm 2010, dân số của xã này là 5.000 người.